# 75841 Brendahuettner
75841 Brendahuettner è un asteroide della fascia principale. Scoperto nel 2000, presenta un'orbita caratterizzata da un semiasse maggiore pari a 2,5876961 UA e da un'eccentricità di 0,1946034, inclinata di 3,44979° rispetto all'eclittica.